# Iglesia de San Juan Bautista (Banaguás)
La iglesia parroquial católica de San Juan Bautista en Banaguás, (provincia de Huesca, Aragón, España) es una iglesia originalmente románica de finales del siglo XI o comienzos del siglo XII. La iglesia dedicada a Juan el Bautista se menciona por primera vez por escrito en 1063. La iglesia fue reformada en el siglo XVIII y del edificio románico de la iglesia sólo se conserva la cabecera del coro.

## Descripción

### Exterior

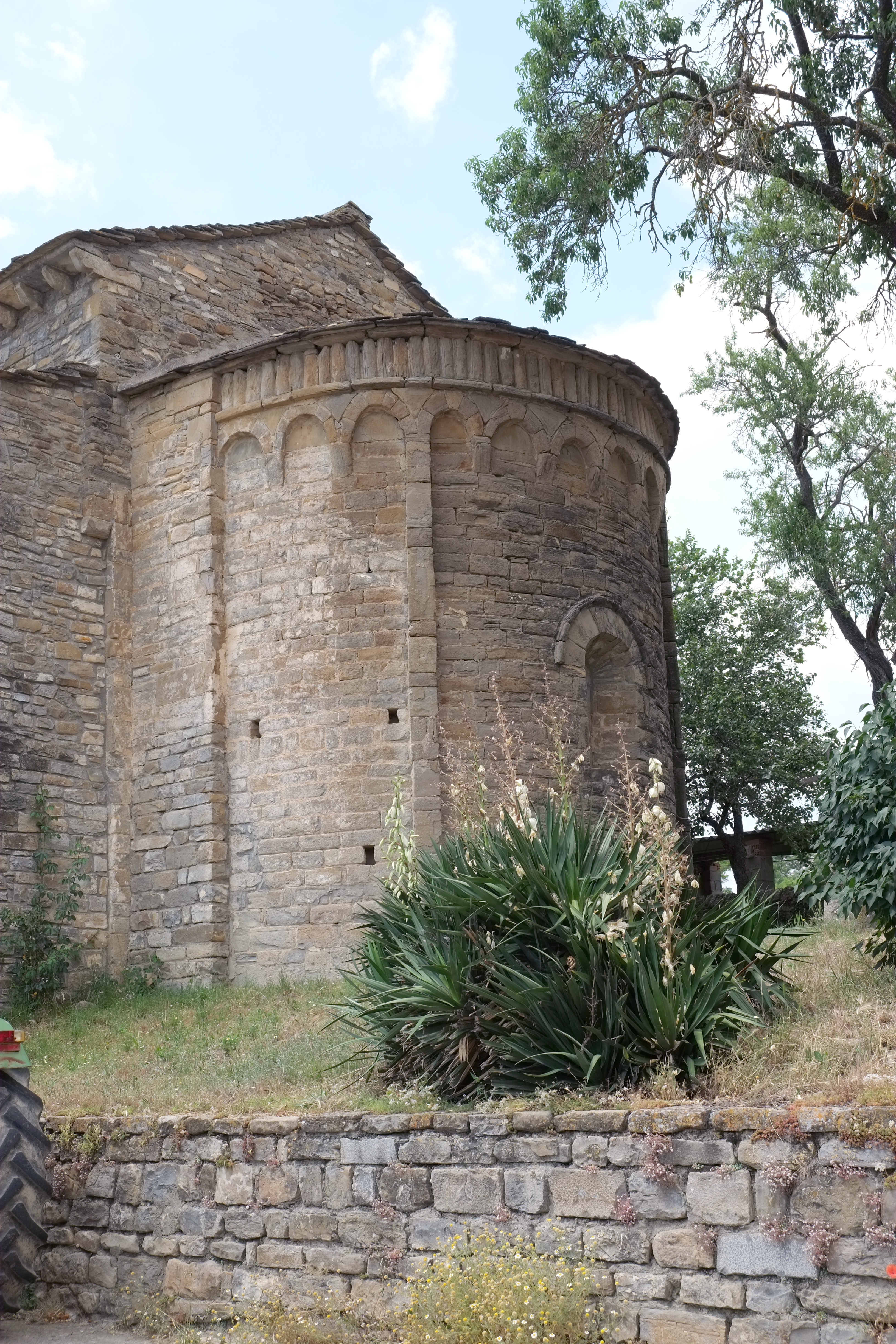
Ábside

El ábside semicircular, que data de la época románica, está dividido por cuatro lesenas y once arcadas ciegas (cinco en el medio y tres a cada lado). Sobre los arcos hay una cornisa con un friso de baquetones, característica de las iglesias de Serrablo, paisaje histórico entre Sabiñánigo y Biescas. En el centro del muro este del ábside hay una ventana arqueada.
Al oeste, en el lado sur de la nave, se eleva el campanario. La fachada oeste tiene adosado un vestíbulo cuadrado, en el que se integra el portal.

### Espacio interior
La nave románica fue sustituida en el siglo XVIII por una nave barroca con dos capillas estrechas a cada lado. El cuerpo, de una sola nave, se divide en dos tramos y se cubre por una bóveda con lunetos. Las capillas laterales, en las que se abren amplios arcos de medio punto, están cubiertas por bóvedas de cañón . El ábside aún conserva su bóveda de horno original. Una galería de madera forma el extremo occidental de la nave.